# Louis René Le Mouton de Boisdeffre
Pour les articles homonymes, voir Boisdeffre.
Louis René Le Mouton de Boisdeffre, né au château de Boisdeffre (Bérus) le 15 février 1744, mort à Alençon le 26 mai 1814, est un général français.

## Biographie
Issu d'une famille (éteinte de nos jours) anoblie en 1490 puis maintenue noble en 1665, fils Geneviève Philippe de Saint-Nicolas et de René Jean Le Mouton de Boisdeffre, brigadier des armées du roi et chevalier de Saint-Louis, Louis René Le Mouton de Boisdeffre sort parmi les premiers de l'École militaire. Il est fait chevalier de l'ordre de Saint-Lazare, comme c'était la coutume. Dès l'âge de 9 ans, il est nommé officier de la milice d'Alençon À 16 ans, en 1760, il entre au collège de La Flèche. En 1762, de par son rang de sortie, il est reçu au 15e rang sur 23 dans l'ordre des chevaliers hospitaliers de Saint Lazare et de Notre Dame du Mont Carmel ; avant les réformes de 1772, qui restreignent l’entrée à la noblesse, et celle de 1779 qui y intégrait systématiquement trois des plus brillants élèves des écoles militaires. 
Il entre au régiment du Dauphin-Cavalerie où son père était major comme sous-aide-major, puis aide-major, il devient en 1782 capitaine à ce régiment, à l'âge de 38 ans.
Un rapport d'inspection note : « excellent chef, servant à merveille et faisant fort bien servir. Ferme avec justice, modeste quoique très instruit, honnête, de très bon ton, fort aimé de son régiment »
En cette même année 1782, il est nommé major du Bourgogne cavalerie. Chevalier de Saint-Louis, lieutenant-colonel, brigadier des armées du roi, il devient colonel de ce régiment le 5 février 1792, à l'émigration du colonel en titre. Il est promu maréchal de camp le 22 juillet 1792. Après septembre 1792, il fait valoir ses droits à la retraite et se retire à Alençon.
Pendant le Premier Empire, il est fait président du collège électoral d'Alençon. Au moment de la visite de Napoléon à Alençon, en 1811, il s'élève une dispute avec les autres autorités et décide de se retirer définitivement de la vie publique.
Marié à Angélique Boësnier (1745-1773), fille de Jean-Baptiste Boësnier (1720-1802), inspecteur général des ponts et chaussées, il est le grand-père du général Raoul Le Mouton de Boisdeffre, chef d'etat-major général de l'armée au moment de l'affaire Dreyfus et signataire de l'Alliance franco-russe.